# Gromsjin
Gromsjin (bulgariska: Громшин) är ett distrikt i Bulgarien.   Det ligger i kommunen Obsjtina Bojtjinovtsi och regionen Montana, i den nordvästra delen av landet, 90 km norr om huvudstaden Sofia.
Trakten runt Gromsjin består till största delen av jordbruksmark. Runt Gromsjin är det ganska glesbefolkat, med 45 invånare per kvadratkilometer.